# Aziz Doufikar
Aziz Doufikar (Casablanca, 3 oktober 1963) is een Nederlands-Marokkaans voormalig voetballer. Na zijn carrière als voetballer werd hij voetbalcoach.
Op achtjarige leeftijd kwam hij naar Nederland waar hij voor SV Lelystad '67 ging spelen. Aziz Doufikar volgt daarbij zijn broer Abderazak Doufika op in het Nederlandse profvoetbal. Hierna kwam hij in de jeugdopleiding van AFC Ajax maar brak niet door bij het eerste team.
Van 1984 tot 1987 stond de middenvelder onder contract stond bij PEC Zwolle '82 en van 1990 tot 1992 bij Fortuna Sittard. In 1992 kreeg hij als speler van Eindhoven een schorsing van zeven wedstrijden wegens het aanvallen van de assistent-trainer van de tegenstander en de scheidsrechter. Hij speelde ook meerdere periodes in Portugal. 
Na zijn spelersloopbaan was hij drie jaar werkzaam als trainer in Dubai. Hij trainde ook in het amateurvoetbal. Naast het voetbal is hij jongerenwerker. Tegenwoordig is hij trainer van het tweede elftal van Go Ahead Kampen.
De twee jaar oudere broer van Aziz, Abderazak Doufikar, was ook voetballer.

## Statistieken
| Seizoen | Club             | Land      | Competitie       | Wed. | Goals |
| ------- | ---------------- | --------- | ---------------- | ---- | ----- |
| 1984/85 | PEC Zwolle '82   | Nederland | Eredivisie       | 22   | 7     |
| 1985/86 | PEC Zwolle '82   | Nederland | Eerste divisie   | 33   | 10    |
| 1986/87 | PEC Zwolle '82   | Nederland | Eredivisie       | 31   | 7     |
| 1987/88 | Sporting Espinho | Portugal  | Primeira Liga    | 11   | 5     |
| 1988/89 | Sporting Espinho | Portugal  | Primeira Liga    | 25   | 12    |
| 1989/90 | Sporting Espinho | Portugal  | Liga de Honra    | 34   | 10    |
| 1990/91 | Fortuna Sittard  | Nederland | Eredivisie       | 22   | 6     |
| 1991/92 | Fortuna Sittard  | Nederland | Eredivisie       | 7    | 5     |
| 1991/92 | Eindhoven        | Nederland | Eerste divisie   | 5    | 4     |
| 1992/93 | Sporting Espinho | Portugal  | Primeira Liga    | 21   | 13    |
| 1993/94 | Sporting Espinho | Portugal  | Liga de Honra    | 17   | 10    |
| 1994/95 | Sporting Espinho | Portugal  | Liga de Honra    | 27   | 10    |
| 1995/96 | Vitória Setúbal  | Portugal  | Liga de Honra    | 22   | 10    |
| 1997/98 | SC Esmoriz       | Portugal  | Liga de Honra    | 25   | 12    |
| 1998/99 | SC Esmoriz       | Portugal  | Segunda Divisão  | 21   | 10    |
| 2000/01 | ADC Lobão        | Portugal  | Terceira Divisão | 32   | 12    |
| Totaal  | Totaal           | Totaal    | Totaal           | 284  | 143   |